# Qui-Gon Jinn
Qui-Gon Jinn is een personage uit de Star Warssaga en werd vertolkt door acteur Liam Neeson. Qui-Gon is de Padawan (Jedi-Leerling) van Jedimeester Dooku (later: Graaf Dooku). In zijn rol van Jedi-Meester traint hij zowel Xanatos (Expanded Universe-karakter) als Obi-Wan Kenobi in de wegen van de Kracht.

## Persoonlijkheid
Qui-Gon Jinn heeft heel andere ideeën dan de meeste andere Jedimeesters. Zo focust hij niet te veel op de toekomst, maar geniet van het moment. Dit is volgens hem de enige manier om werkelijk De Kracht (The Force) te kunnen gebruiken. Hoewel andere Jedi hem respecteren, twijfelen ze vaak aan zijn onorthodoxe geloof. Dat is ook de reden dat Qui-Gon Jinn ondanks zijn reputatie als Jedimeester geen lid is van de befaamde Jedi Raad, alhoewel hem wel een zetel op de Raad is aangeboden, maar dat heeft afgewezen.

## Episode I: The Phantom Menace
In Episode I is Qui-Gon Jinn de mentor van Obi-Wan Kenobi. Samen worden ze naar Naboo gestuurd om een politieke crisis op te lossen door onderhandelingen. De Handelsfederatie (Engels: Trade Federation) heeft de gehele planeet Naboo namelijk geblokkeerd met Droidcontroleschepen omdat ze daarmee protesteren tegen de belasting op handelsroutes door de Galactische Republiek. De onderhandelingen vinden echter niet plaats. In plaats daarvan worden de twee Jedi aangevallen door battle droids van de Federatie. Qui-Gon en Obi-Wan weten met hun stuntelige gids Jar Jar Binks naar de Koningin van Naboo te komen. Het is een 14-jarige vorstin met de naam Padmé Amidala. Qui-Gon vertelt Amidala over hun mislukte onderhandelingen en vraagt haar om haar zaak te bepleiten voor de Galactische Senaat op Coruscant. Amidala stemt toe op Qui-Gons advies en het groepje ontsnapt met het Koninklijke ruimteschip. Maar omdat de Federatie hen beschiet kan het schip Coruscant niet halen. Dan landen Qui-Gon Jinn, Obi-Wan, Jar Jar Binks en Padmé Amidala op Tatooine en gaan zoeken naar onderdelen voor het schip.
Hier ontdekt Qui-Gon Jinn de jonge Anakin Skywalker. Hij bevrijdt hem uit zijn positie als slaaf middels een weddenschap (via podraces) met Anakins meester, Watto, en neemt hem mee naar de Jedi Tempel bij de Jedi Raad om daar de opleiding van de jongen te bespreken, na het gevecht met de Sith Lord Darth Maul te hebben overleefd. Volgens Qui-Gon is Anakin namelijk de Uitverkorene waarover Jedi-legendes spreken. De Raad weigert aanvankelijk Anakin op te laten leiden, ondanks Qui-Gon Jinns aandringen. Vooral de gerespecteerde Jedi Meester Yoda is tegen het opleiden van de jonge Skywalker, omdat hij te oud is (de meeste Krachtgevoeligen komen als baby naar de Tempel) en ook is er veel angst in Anakin dat volgens Yoda een begin is van het pad naar de Duistere Kant.
Qui-Gon vertelt een geschokte Jedi Raad ook van zijn duel met de Sith op Tatooine. Tot dan toe dachten alle leden dat de Sith waren uitgestorven. Dit blijkt dus een misvatting. Wanneer Qui-Gon en zijn leerling Koningin Amidala escorteren naar haar thuisplaneet Naboo, moeten ze zelf ook het mysterie rond de Sith oplossen van de Raad. De Raad vermoedt dan dat de Sith zich weer zullen laten zien. Die vermoedens blijken de waarheid als Darth Maul hen daar op wacht. Koningin Amidala weet met de hulp van Jar Jar Binks de Gungans (Jar Jars soortgenoten) zo ver te krijgen om een oorlog te beginnen tegen de Handelsfederatie. Deze Slag om Naboo wordt gewonnen door Amidala's troepen en die van de Gungans, maar vooral door de acties van Anakin Skywalker.
In de climax van Episode I vecht Qui-Gon Jinn dus weer tegen Darth Maul, alleen nu samen met Obi-Wan. Wanneer Obi-Wan van het gevecht wordt gescheiden, kan Darth Maul de overhand krijgen en doodt Qui-Gon Jinn. Hier eindigt Qui-Gons rol in de films echter niet. Als een van de eerste Jedi wordt hij een Force Ghost: een geestverschijning door middel van de Kracht. Bij zijn dood vraagt Qui-Gon aan Obi-Wan om Anakin op te leiden. Na een fel gesprek met Yoda weet Obi-Wan Qui-Gons wens te vervullen. Obi-Wan Kenobi wordt de meester van Anakin Skywalker.

## Episode II: Attack of the Clones
In Episode II is Qui-Gon te horen ("Anakin, Anakin, no!!"), wanneer Yoda aan het mediteren is. Tijdens de meditatie is de 19-jarige Anakin bezig met het uiten van zijn verdriet en haat, terwijl hij de Tusken Raiders doodt. Blijkbaar maakt deze eerste duistere actie van Anakin veel los bij de gedode Jedi-Meester.

## Episode III: Revenge of the Sith
Tevens leert hij later Yoda en Obi-Wan hoe ze eventueel na hun dood volkomen fysiek één kunnen worden met de De Kracht, en zelf als geesten weer kunnen verschijnen. In Episode III vertelt Yoda over zijn contacten met Qui-Gon aan Obi-Wan Kenobi.

## Star Wars: The Clone Wars
In de televisieserie Star Wars: The Clone Wars (die zich afspeelt tussen Episode II en III) wordt er soms naar hem verwezen. Ook komt hij zelfs een paar keer voor. Hij verschijnt in het derde seizoen op de mysterieuze planeet Mortis, een planeet waar de Force sterk vertegenwoordigd is. Obi-Wan Kenobi en Anakin Skywalker zien hem als een geest en hij spreekt tot hen. Obi-Wan gelooft dat het een illusie was en dat het niet echt zijn voormalige meester was.
Tijdens zijn leven ontdekte (of herontdekte?) Qui-Gon het geheim van een leven na de dood. Een manier om je bewustzijn, eenmaal het van de 'Living Force' was overgegaan naar de 'Cosmic Force', te behouden. In seizoen 6 spreekt hij tot Yoda, die hem naar Dagobah leidt, in een poging meer te weten te komen over de Dark Lord die de senaat in zijn greep zou hebben. Daarna stuurt Qui-Gon Yoda naar de Force-priesteressen, die testen of hij het waard is om over een leven na de dood te beschikken. Na verschillende testen, bleek dat hij de training mocht aanvatten. In Episode 6 verschijnt Yoda als Force-Geest, net als Obi-Wan, die van Yoda het geheim leerde in/na Episode 3. Qui-Gon is (behalve op Mortis) niet als Force-geest verschenen, omdat zijn training onvoltooid was toen hij stierf. Men kan daarom alleen zijn stem horen.

## Obi-Wan Kenobi
In de televisieserie Obi-Wan Kenobi verschijnt Qui-Gon Jinn als Force-geest om met Obi-Wan te praten.

## Legends (Expanded Universe)
- Qui-Gon Jinns leven van voor Episode I wordt uitgediept in het Star Wars Expanded Universe, met name in de Jedi Apprentice-serie. Al kort na zijn geboorte werd Qui-Gon Jinn naar de Jeditempel gebracht. Op zijn 10e werd hij door Graaf Dooku uitgekozen als diens padawan.
- Voor hij Obi-Wan trainde, leidde Qui-Gon Jinn al een padawan genaamd Xanatos op. Xanatos was net als Anakin eigenlijk al te oud om met de training te beginnen. En net als Anakin liep Xanatos uiteindelijk over naar de Duistere Kant.